# Massapequa
Massapequa är en så kallad census-designated place i Nassau County i delstaten New York. Vid 2010 års folkräkning hade Massapequa 21 685 invånare.